# Tessmannia camoneana
Tessmannia camoneana är en ärtväxtart som beskrevs av Antonio Rocha da Torre. Tessmannia camoneana ingår i släktet Tessmannia och familjen ärtväxter. Inga underarter finns listade i Catalogue of Life.